# Robert Champoux
Robert Champoux, dit « Bob », (né le 2 décembre 1942 à Saint-Hilaire, Québec, Canada) est un joueur canadien de hockey sur glace. Il évoluait au poste de gardien de but.

## Carrière
Robert Champoux commence sa carrière junior avec la Palestre Nationale de la Ligue de hockey junior métropolitaine de Montréal (LHJMM) en 1960. En 1961-1962, il joue pour le Canadien junior de Montréal en Ontario Hockey League (OHA), puis les Alouettes de St-Jérôme en LHJMM lors de la saison 1962-1963, où un recruteur des Red Wings de Détroit le remarque. 
On lui offre alors un contrat avec le nouveau club-école des Wings, les Capitols d'Indianapolis. Il joue quelques semaines là-bas, avant d’être forcé, lui et le reste de l’équipe, à déménager à Cincinnati. En effet, le 31 octobre 1963, un réservoir de propane explose lors d’un spectacle de patinage artistique donné au Fairgrounds Coliseum. Plus de 60 personnes meurent dans cet accident. Les dirigeants du club changent alors le nom de Capitols pour celui de Wings. La nouvelle équipe de Cincinnati connaît toutefois une mauvaise saison, avec un bilan de 12 victoires pour 53 défaites et 7 matchs nuls, et ne participe pas aux séries éliminatoires de la Central Professional Hockey League (CPHL). Les Red Wings de Détroit, qui eux, participent aux séries d’après saison de la Ligue nationale de hockey, décident donc de rappeler Champoux.
Lors du deuxième match de la série contre les Black Hawks de Chicago, le gardien de but Terry Sawchuk se blesse à l’épaule. Son remplaçant, le jeune Champoux âgé seulement de 21 ans, accorde 4 buts en 55 minutes de jeu mais son coéquipier Norm Ullman en compte trois et permet aux Wings de remporter le match 5 à 4. Sawchuk est de retour lors du match suivant. Détroit perd en finale de la Coupe Stanley contre les Maple Leafs de Toronto et Champoux aura joué son seul match en carrière avec les Wings. 
Il demeure toutefois la propriété des Red Wings, jouant pour ses clubs-écoles (Wings de Memphis, Hornets de Pittsburgh). Puis, en octobre 1966, il est prêté aux Gulls de San Diego de la Western Hockey League. C’est avec ce club qu’il passe la majorité des sept saisons suivantes, faisant de courts séjours avec les Blues de Kansas City et les Black Hawks de Dallas en LCH (nouveau nom de la CPHL) et les Rockets de Jacksonville en Eastern Hockey League (EHL).          
C’est en 1973 que Robert Champoux effectue un retour dans la LNH. Il signe un contrat avec les Golden Seals de la Californie et devient leur troisième gardien de but. Il passe la majeure partie de la saison 1973-1974 avec les Golden Eagles de Salt Lake en WHL, mais des blessures à Gilles Meloche et Marv Edwards forcent la direction des Golden Seals à le rappeler. Il joue 17 matchs et présente une fiche de 2 victoires, 11 défaites et 3 matchs nuls. Il enregistre d’ailleurs l’un de ses matchs nuls en n’accordant que 2 buts aux Canadiens de Montréal le 14 décembre 1973 au County Coliseum Arena d’Oakland. À la fin de la saison, la direction des Golden Seals le libère. 
Champoux joue trois autres saisons avec les Polar Bears de Winston-Salem de la Southern Hockey League, avec une pige de 3 match en North American Hockey League (NAHL) pour le compte des Blazers de Syracuse et prend sa retraite au printemps 1977.

## Après-carrière
Après sa retraite du hockey professionnel, Robert Champoux retourne s’établir définitivement à San Diego avec sa femme Vicky, une ex-Miss San Diego qu’il a épousée à la fin des années 1960. Ensemble, ils ont 2 enfants, Beau et Danielle. 
Au début des années 2000, Champoux travaille comme programmeur et analyste à l'Université de Californie à San Diego.

## Statistiques
| Saison     | Équipe                                      | Ligue      |                            | Saison régulière           | Saison régulière           | Saison régulière           | Saison régulière           | Saison régulière           | Saison régulière           | Saison régulière           |                            | Séries éliminatoires       | Séries éliminatoires       | Séries éliminatoires       | Séries éliminatoires       | Séries éliminatoires       | Séries éliminatoires | Séries éliminatoires |
| Saison     | Équipe                                      | Ligue      | PJ                         | Min                        | BC                         | Moy                        | % Arr                      | Bl                         | Pun                        | PJ                         | Min                        | BC                         | Moy                        | % Arr                      | Bl                         | Pun                        |                      |                      |
| 1960-1961  | Nationales de Palestre                      | LHJMM      | 39                         | 2 358                      | 120                        | 3,08                       | -                          | 3                          | -                          | -                          | -                          | -                          | -                          | -                          | -                          | -                          |                      |                      |
| 1961-1962  | Canadien junior de Montréal                 | OHA        | 8                          | 480                        | 25                         | 3,13                       | -                          | 0                          | 0                          | -                          | -                          | -                          | -                          | -                          | -                          | -                          |                      |                      |
| 1962-1963  | Alouettes de St-Jérôme                      | LHJMM      | Statistiques indisponibles | Statistiques indisponibles | Statistiques indisponibles | Statistiques indisponibles | Statistiques indisponibles | Statistiques indisponibles | Statistiques indisponibles | Statistiques indisponibles | Statistiques indisponibles | Statistiques indisponibles | Statistiques indisponibles | Statistiques indisponibles | Statistiques indisponibles | Statistiques indisponibles |                      |                      |
| 1963-1964  | Capitols d'Indianapolis/Wings de Cincinnati | CPHL       | 60                         | 3 610                      | 337                        | 5,60                       | -                          | 1                          | 0                          | -                          | -                          | -                          | -                          | -                          | -                          | -                          |                      |                      |
| 1963-1964  | Red Wings de Détroit                        | LNH        | -                          | -                          | -                          | -                          | -                          | -                          | -                          | 1                          | 55                         | 4                          | 4,39                       | 0,778                      | 0                          | 0                          |                      |                      |
| 1964-1965  | Wings de Memphis                            | CPHL       | 4                          | 240                        | 16                         | 4,00                       | -                          | 0                          | 0                          | -                          | -                          | -                          | -                          | -                          | -                          | -                          |                      |                      |
| 1964-1965  | Bruins de Minneapolis                       | CPHL       | 1                          | 60                         | 0                          | 0,00                       | -                          | 1                          | 0                          | -                          | -                          | -                          | -                          | -                          | -                          | -                          |                      |                      |
| 1964-1965  | Hornets de Pittsburgh                       | LAH        | 13                         | 740                        | 50                         | 4,05                       | 0,894                      | 1                          | 0                          | -                          | -                          | -                          | -                          | -                          | -                          | -                          |                      |                      |
| 1965-1966  | Wings de Memphis                            | CPHL       | 1                          | 60                         | 6                          | 6,00                       | -                          | 0                          | 0                          | -                          | -                          | -                          | -                          | -                          | -                          | -                          |                      |                      |
| 1965-1966  | Hornets de Pittsburgh                       | LAH        | 8                          | 412                        | 21                         | 3,06                       | -                          | 1                          | 0                          | -                          | -                          | -                          | -                          | -                          | -                          | -                          |                      |                      |
| 1966-1967  | Gulls de San Diego                          | WHL        | 20                         | 1 140                      | 72                         | 3,86                       | -                          | 0                          | 12                         | -                          | -                          | -                          | -                          | -                          | -                          | -                          |                      |                      |
| 1967-1968  | Gulls de San Diego                          | WHL        | 33                         | 1 957                      | 111                        | 3,40                       | 0,886                      | 0                          | 0                          | 5                          | 306                        | 12                         | 2,35                       | -                          | 0                          | 0                          |                      |                      |
| 1968-1969  | Gulls de San Diego                          | WHL        | 37                         | 2 048                      | 123                        | 3,60                       | 0,900                      | 3                          | 6                          | 7                          | 399                        | 21                         | 3,16                       | -                          | 0                          | 2                          |                      |                      |
| 1969-1970  | Gulls de San Diego                          | WHL        | 1                          | 60                         | 4                          | 4,00                       | 0,879                      | 0                          | 0                          | -                          | -                          | -                          | -                          | -                          | -                          | -                          |                      |                      |
| 1969-1970  | Blues de Kansas City                        | LCH        | 2                          | 120                        | 10                         | 5,00                       | -                          | 0                          | 0                          | -                          | -                          | -                          | -                          | -                          | -                          | -                          |                      |                      |
| 1969-1970  | Black Hawks de Dallas                       | LCH        | 25                         | 1 440                      | 89                         | 3,66                       | -                          | 2                          | 0                          | -                          | -                          | -                          | -                          | -                          | -                          | -                          |                      |                      |
| 1970-1971  | Rockets de Jackonsville                     | EHL        | 21                         | 1 260                      | 74                         | 3,31                       | -                          | 1                          | 0                          | -                          | -                          | -                          | -                          | -                          | -                          | -                          |                      |                      |
| 1970-1971  | Gulls de San Diego                          | WHL        | 2                          | 120                        | 4                          | 4,00                       | 0,900                      | 0                          | 0                          | -                          | -                          | -                          | -                          | -                          | -                          | -                          |                      |                      |
| 1972-1973  | Gulls de San Diego                          | WHL        | 24                         | 1 339                      | 74                         | 3,31                       | 0,893                      | 1                          | 12                         | 4                          | 214                        | 10                         | 2,80                       | -                          | 1                          | 10                         |                      |                      |
| 1973-1974  | Gulls de San Diego                          | WHL        | 2                          | 137                        | 8                          | 3,51                       | 0,852                      | 0                          | 0                          | -                          | -                          | -                          | -                          | -                          | -                          | -                          |                      |                      |
| 1973-1974  | Golden Seals de la Californie               | LNH        | 17                         | 922                        | 80                         | 5,21                       | 0,848                      | 0                          | 0                          | -                          | -                          | -                          | -                          | -                          | -                          | -                          |                      |                      |
| 1973-1974  | Golden Eagles de Salt Lake                  | WHL        | 44                         | 2 586                      | 139                        | 3,23                       | 0,898                      | 2                          | 26                         | 3                          | 140                        | 10                         | 4,29                       | -                          | 0                          | 0                          |                      |                      |
| 1974-1975  | Blazers de Syracuse                         | NAHL       | 3                          | 171                        | 8                          | 2,80                       | -                          | 1                          | 0                          | -                          | -                          | -                          | -                          | -                          | -                          | -                          |                      |                      |
| 1974-1975  | Polar Bears de Winston-Salem                | SHL        | 22                         | 1 287                      | 91                         | 4,24                       | 0,882                      | 0                          | 12                         | 7                          | 422                        | 30                         | 4,27                       | -                          | 0                          | 4                          |                      |                      |
| 1975-1976  | Polar Bears de Winston-Salem                | SHL        | 47                         | 2 770                      | 161                        | 3,49                       | 0,903                      | 0                          | 2                          | 4                          | 214                        | 18                         | 5,05                       | -                          | 0                          | 12                         |                      |                      |
| 1976-1977  | Polar Bears de Winston-Salem                | SHL        | 23                         | 1 269                      | 78                         | 3,69                       | 0,894                      | 1                          | 34                         | -                          | -                          | -                          | -                          | -                          | -                          | -                          |                      |                      |
| Totaux LNH | Totaux LNH                                  | Totaux LNH | 17                         | 922                        | 80                         | 5,21                       | 0,848                      | 0                          | 0                          | 1                          | 55                         | 4                          | 4,39                       | 0,778                      | 0                          | 0                          |                      |                      |